# Choerades komurae
Choerades komurae là một loài ruồi trong họ Asilidae. Choerades komurae được Matsumura miêu tả năm 1911.